# Sofie Mora
Sofie Mora (Oostende, 2 maart 1979) is een Vlaamse actrice.
Haar bekendste rol is die van Yasmine Wuyts in de televisieserie Familie. Mora was ook te zien als Nina in seizoen 2 van De Rodenburgs.
Ze speelde gastrollen in 2 Straten verder (zwangere vrouw), Spoed (verpleegster), De Kotmadam (Myriam), De Wet volgens Milo (verpleegster), Kinderen van Dewindt (Marie), Aspe (fitnessmeisje), F.C. De Kampioenen (Mimi), Witse (Aisha) en En daarmee basta! (vriendin van Isa). Tussen 2007 en 2008 was Mora ook een belspelpresentatrice op VT4 en VIJFtv.
Ze maakte ook deel uit van het kindergroepje Popz.

## Filmografie
- Familie - als Yasmine Wuyts
- De Rodenburgs - als Nina
- 2 Straten Verder - als zwangere vrouw
- Spoed - als verpleegster
- De Kotmadam - als Myriam
- De Wet volgens Milo - als verpleegster
- Kinderen van Dewindt - als Marie
- Aspe - als fitnessmeisje
- F.C. De Kampioenen - als Mimi (2 afleveringen)
- En Daarmee Basta! - als vriendin van Isa